# Cacique (Colón)
Cacique es un corregimiento del distrito de Portobelo en la provincia de Colón, República de Panamá. La localidad tiene 34.558 habitantes (2010).